# Piotr Mosór
Piotr Mosór (ur. 28 marca 1974 w Makowie Podhalańskim) – piłkarz polski, występujący na pozycji obrońcy, trener.

## Kariera klubowa
Wychowanek Garbarza Zembrzyce, następnie zawodnik takich klubów jak: GKS Katowice, Ruch Chorzów, Legia Warszawa, Lechia/Olimpia Gdańsk, Widzew Łódź, Pogoń Szczecin, Amica Wronki, Wisła Płock, Świt Nowy Dwór Mazowiecki i Mazur Karczew. Debiut w ekstraklasie zaliczył 2 maja 1992 jako zawodnik Ruchu Chorzów, w meczu przeciwko Zawiszy Bydgoszcz. W I lidze zagrał 263 mecze, w których zdobył 10 bramek.

## Kariera trenerska
W sezonie 2007–2008 był trenerem Hutnika Warszawa. W sezonie 2009–2010 był trenerem zespołu Świtu Nowy Dwór Mazowiecki oraz juniorskiej drużyny Unia Warszawa w rocznikach 1995 i 1996. Od 5 listopada 2019 do 18 czerwca 2020 był trenerem Znicza Pruszków.

## Życie prywatne
Ojciec Ariela Mosóra, również piłkarza. W 2010 Piotr Mosór wziął udział w finałach VIII Pucharu Polski w piłce nożnej plażowej, jako zawodnik Zdrowia Garwolin.